# العالم الغريق (رواية)
العالم الغريق The Drowned World هي رواية خيال علمي للكاتب الإنجليزي جيه جي بالارد، نشرت عام 1962م، عن دار نشر بيركلي بوكس.